# François Muamba Tshishimbi
Pour les articles homonymes, voir Mwamba.
 (janvier 2024).
Si vous disposez d'ouvrages ou d'articles de référence ou si vous connaissez des sites web de qualité traitant du thème abordé ici, merci de compléter l'article en donnant les références utiles à sa vérifiabilité et en les liant à la section « Notes et références ».
François Muamba Tshishimbi (aussi écrit Mwamba), né le 20 mars 1951, est un homme politique congolais, ministre du Budget de 2003 à 2006 et secrétaire général du Mouvement de libération du Congo (MLC). Il est également député à l'Assemblée nationale.
François Muamba Tshishimbi est coordonnateur national du Conseil présidentiel de Veille stratégique (CPVS), présidé par le président Félix Tshisekedi.

## Parcours politique
Muamba est d'abord proche de l'Union pour la démocratie et le progrès social (UDPS) d'Étienne Tshisekedi.
Fin octobre 1991, François Muamba est nommé ministre de l’Économie, de l’Industrie et de l'Artisanat dans le gouvernement dit de « combat » de Mobutu Sese Seko. Il est ensuite ministre – conseiller à la présidence pendant six ans, chargé des relations internationales jusqu’à la destitution du président en mai 1997.[réf. nécessaire]

### Au Mouvement de libération du Congo (MLC)
François Muamba rejoint le Mouvement de libération du Congo (MLC), fondé par Jean-Pierre Bemba en 1999 ou 2002,.

### 2003-2006: Ministre du Budget
Durant la période de la transition politique, consécutive à la clôture du dialogue congolais de Sun City, François Muamba occupe le poste de ministre du Budget de 2003 à 2006.
Tout en demeurant membre du gouvernement, François Muamba est élu, en décembre 2005, secrétaire général du parti en remplacement d'Olivier Kamitatu, ayant démissionné peu avant.[réf. nécessaire]

### 2006-2011: Député à l'Assemblée nationale
Muamba est élu député dans le Kasaï-Oriental lors des élections législatives de 2006.
En avril 2011, alors que Jean-Pierre Bemba est en prison depuis 2008 en attendant son procès pour crimes de guerre et crimes contre l'humanité devant la Cour pénale internationale, Muamba cherche à devenir président du MLC. Sa tentative échoue et il est révoqué de son poste de secrétaire-général et exclu du parti. Ensuite, il décide de créer sa propre plateforme d’opposition, baptisée « Alliance pour le Développement et la République (ADR) »,. Le 11 juillet 2011, il déclare vouloir utiliser cette nouvelle structure en vue des prochaines élections législatives et présidentielle. Muamba n'est toutefois pas candidat à l'élection présidentielle.

### Autres fonctions
En 2023, Muamba est coordonnateur national du Conseil présidentiel de Veille stratégique (CPVS), présidé par le président Félix Tshisekedi. Il joue aussi un rôle dans la préparation de la campagne de Tshisekedi pour l'élection de décembre 2023 : Muamba est le coordonnateur de la commission chargée de recruter les membres de l'équipe de campagne de Tshisekedi sur tout le territoire de la RDC.

### Biographie
- « Les 50 personnalités qui font la République démocratique du Congo : François Muamba, Secrétaire général du Mouvement de libération du Congo (MLC), 59 ans », in Jeune Afrique, nos 2572-2573, du 25 avril au 8 mai 2010, p. 34